# Красавин, Фёдор Михайлович
Фёдор Михайлович Красавин (21 февраля 1896, Тимонино, Ярославская губерния — 11 октября 1948, Казань) — советский военачальник, генерал-майор (1944).
Командир 100-й Львовской стрелковая дивизии (28 января 1944 — 31 мая 1945) 60-й армии 1 Украинского фронта, освободившей 27 января 1945 года лагерь смерти Аушвиц-Биркенау (Освенцим).

## Биография
Фёдор Михайлович Красавин родился 21 февраля 1896 в деревне Тимонино Заобнорской волости Любимовского уезда (ныне — в Любимском районе Ярославской области) в семье крестьянина Михаила Ивановича Красавина и Марьи Никитиной. Работал слесарем и токарем в механических мастерских и на судостроительном заводе в Петрограде.
В Русской императорской армии служил с августа 1915 года. Воевал на Первой мировой войне, унтер-офицер. Участник Октябрьской революции 1917 года.
В РККА с 15 июня 1918 года. Призван Нарвский РВК г. Ленинграда. Участник Гражданской войны, командовал взводом и ротой. Был дважды контужен. После войны командовал батальоном. В 1933 году окончил Военную академию РККА имени М. В. Фрунзе. По окончания академии командовал полком.
В ходе репрессий в РККА 29 июля 1938 года Красавин был арестован. Приговором военного трибунала Ленинградского военного округа от 27 августа 1939 года осужден по 58-й статье и приговорён к 12 годам исправительно-трудовых лагерей. Определением Военной коллегии Верховного суда СССР от 5 июня 1940 года дело пересмотрено, срок наказания сокращён до 5 лет, 11 февраля 1942 года освобождён. Полностью реабилитирован посмертно 4 сентября 1968 года. Направлен на фронт командиром полка.
С 30 апреля 1942 по 30 сентября 1942 год — командир 263-й Сивашской стрелковой дивизии, которая вела оборонительные бои в Карелии.

С 28 января 1944 по 31 мая 1945 года — командир 100-й Львовской стрелковой дивизии. Дивизия, под командованием Фёдора Красавина, принимала участие в Проскуровско-Черновицкой наступательной операции (4 марта — 17 апреля 1944). 27 июля 1944 года в ходе Львовско-Сандомирской стратегической наступательной операци, вместе с другими частями 1-го Украинского фронта, освободила город Львов, в честь чего получила почётное наименование «Львовской». При освобождении Польши и во время боевых действий в Германии дивизия принимала участие в Сандомирско-Силезской (12 января — 3 февраля 1945), Нижнесилезской (8—24 февраля 1945) и Верхнесилезской операциях (15—31 марта 1945). 27 января 1945 года дивизия освободила концлагерь Аушвиц-Биркенау. 
 В ходе Моравска-Остравской операции (10 марта — 5 мая 1945), вместе с другими частями 60-й армии 31 марта овладела Ратибором и вступила затем на территорию Чехословакии. Завершила боевой путь дивизия Красавина участием в Пражской стратегической операции освобождением Праги (6—11 мая 1945).
Воинское звание генерал-майор присвоено 2 ноября 1944 года. Член ВКП(б) с 1944 года.
После окончания войны продолжал командовать дивизией. С марта 1947 года — командир 26-й отдельной стрелковой бригадой, начальник Казанского гарнизона.
Скончался 11 октября 1948 года в Казани. Похоронен на Арском кладбище. Могила находится на пересечении главной и 3-й аллей.

## Освобождение Освенцима
В ходе Висло-Одерской наступательной операции командиру 100-й Львовской стрелковой дивизии генерал-майору Красавину была поставлена задача — овладеть городом Освенцим и одноименным концлагерем и освободить заключенных в нём узников. Задача была непростой. Расположившийся на 4,5 тысячи гектаров в 70 километрах к юго-западу от Кракова Освенцим (немецкое название Аушвиц) представлял собой гигантский конвейер смерти — три основных лагеря и 39 более мелких. «Город обреченных» обороняли две пехотные дивизии вермахта, усиленные танками и двумя отдельными батальонами, а охрану концлагеря нёс батальон СС. Главной сложностью для советских войск был запрет применять артиллерию — чтобы избежать жертв среди узников. На подступах к лагерю в бою за город Освенцим в ходе ожесточенного боя на своем наблюдательном посту вечером 26 января был убит командир 472 полка 100-й Львовской стрелковой дивизии подполковник С. Л. Безпрозванный.
Штурм начался в 7 часов утра 27 января 1945 года. Гитлеровцы сопротивлялись яростно и бой доходил до рукопашной. К полудню советские солдаты водрузили над городом красное знамя и освободили 10 тысяч уцелевших узников. При штурме дивизия потеряла 67 человек убитыми и 119 ранеными. В боевом донесении генерала Красавина говорилось, что фашисты, пытаясь скрыть следы своих преступлений, успели взорвать четыре из пяти крематориев и сжечь 29 из 35 складов, где они сортировали и готовили к отправке в Германию вещи уничтоженных узников. На уцелевших складах осталось 800 тысяч комплектов женской и 350 тысяч мужской одежды и обуви, 7 тонн женских волос, десятки тысяч золотых зубных протезов.
Знавшие генерала Красавина утверждали, что увиденное стало для боевого генерала потрясением, а сам он поседел за один день.
В бараке № 14 музея Освенцима открыта российская экспозиция, где есть упоминание о генерале Фёдоре Красавине.

## Награды
- Орден Ленина;
- Орден Красного Знамени (30 августа 1944);
- Орден Красного Знамени (3 ноября 1944);
- Орден Александра Невского (7 апреля 1945);
- Орден Отечественной войны I степени (28 мая 1945);
- Медаль «XX лет Рабоче-Крестьянской Красной Армии»;
- Медаль «За победу над Германией в Великой Отечественной войне 1941—1945 гг.»;
- Медали СССР.